# Gareth Heal
Gareth Heal (* im Vereinigten Königreich) ist ein britischer Filmeditor.

## Leben
Heal begann seine Karriere Mitte der 1990er Jahre als Junior-Editor bei FrameStore, bevor er zu BlueTurtle Picture und dann zur London Post wechselte. Seit 2005 ist er freischaffender Filmeditor und machte den Schnitt für eine Reihe von Comedy-Formaten, darunter Sendungen von Russell Brand, sowie Dokumentarfilmen und TV-Serien.

## Filmografie (Auswahl)
- 1998: Following – Eine blutige Falle (Following)
- 2002: Cyderdelic (Fernsehserie, eine Folge)
- 2005: Lie Still
- 2007–2008: Balls of Steel (Fernsehserie, 12 Folgen)
- 2007–2009: Russel Brand’s Ponderland (Fernsehsendung, 12 Folgen)
- 2009: The Justin Lee Collins Show (Fernsehserie, 9 Folgen)
- 2012: Facejacker (Fernsehserie, 6 Folgen)
- 2014–2018: People Just Do Nothing (Fernsehserie, 27 Folgen)
- 2016: Brexageddon?!
- 2016: Drifters (Fernsehserie, eine Folge)
- 2017: Chewing Gum (Fernsehserie, eine Folge)
- 2018: High & Dry (Fernsehserie, 6 Folgen)
- 2019: Charlotte Church: My Family & Me (Dokumentarfilm)